# رباط گوگدی
رباط گوگدی، روستایی از توابع بخش مرکزی شهرستان گلپایگان در استان اصفهان ایران است.

## جمعیت
این روستا در دهستان کناررودخانه قرار دارد و براساس سرشماری مرکز آمار ایران در سال ۱۳۸۵، جمعیت آن زیر سه خانوار بوده‌است.